# D.J. Carton

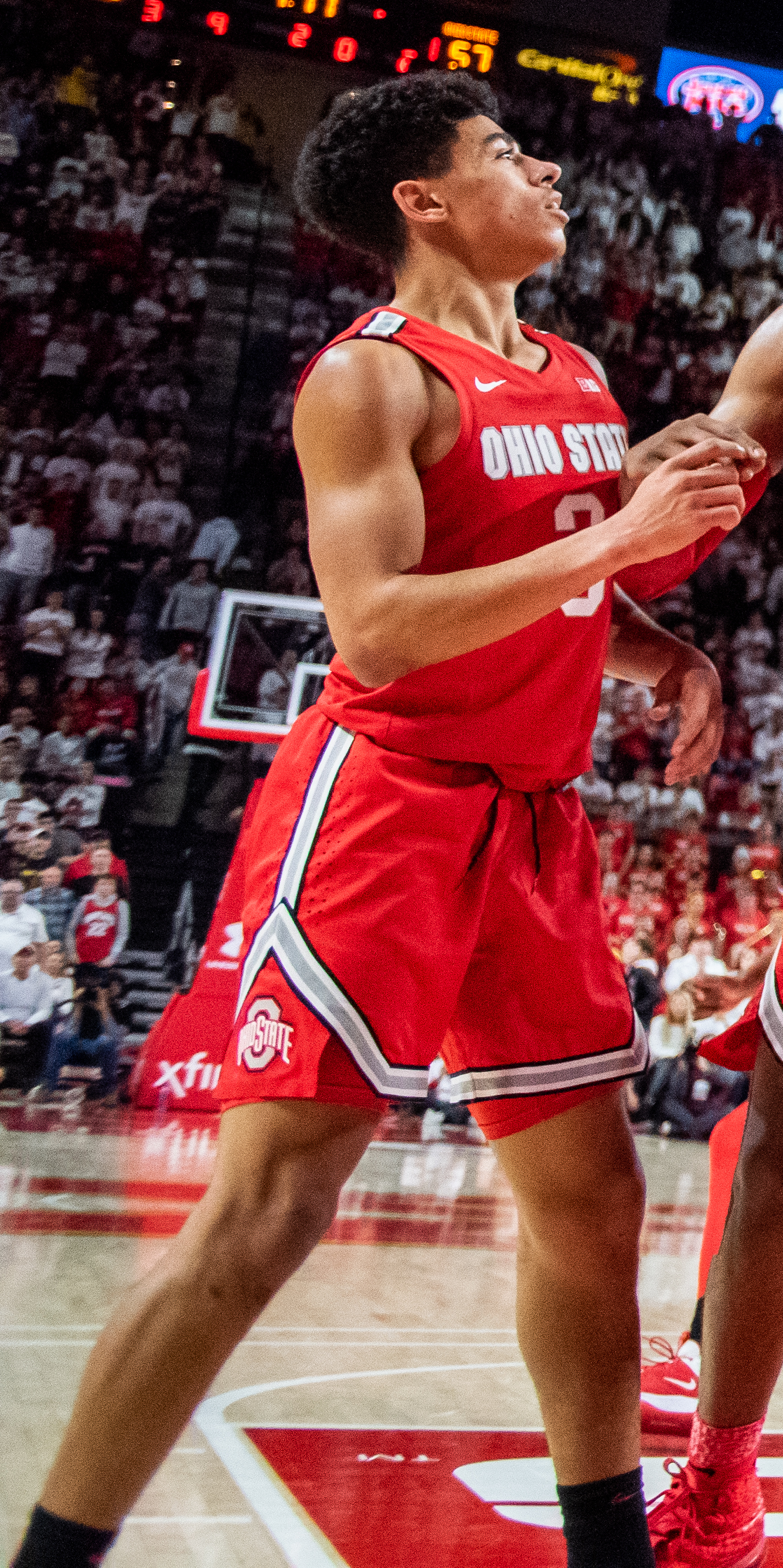
D.J. Carton, 2020.

Desi Justice "D.J." Carton, född 5 augusti 2000 i Pineville i North Carolina, är en amerikansk professionell basketspelare (PG) som spelar för Toronto Raptors i National Basketball Association (NBA).
Han blev aldrig NBA-draftad.
Innan Carton blev proffs studerade han först vid Ohio State University och spelade för deras idrottsförening Ohio State Buckeyes. Carton blev senare överförd till Marquette University för spel i Marquette Golden Eagles.